# Sports réunis Haguenau
Le club des Sports Réunis Haguenau est un club de football français basé à Haguenau. Il est créé en 1920 et cesse d'exister en 1987 lorsqu'il fusionne avec le club rival du Football Club Haguenau pour donner naissance au Football Club Sports Réunis Haguenau (FCSR Haguenau). Les couleurs du club sont jaune et bleu. Il joue à domicile au stade de Marxenhouse à Haguenau.

## Historique
Les SR Haguenau remportent le championnat d'Alsace de football en 1975 puis le groupe est du championnat de France de football de Division 3 1976-1977. Ce résultat permet au club de participer à la Division 2 1977-1978. Une avant-dernière place renvoie le club dans le championnat de Division 3 1978-1979.
Le club atteint les seizièmes de finale de la Coupe de France en 1976 et 1977.

## Palmarès et statistiques
- Championnat d'Alsace
  - Vainqueur en 1975[4].

- Coupe d'Alsace
  - Vainqueur en 1975, 1976 et 1978[5].

- Division 2
  - Participation en 1978.

## Entraîneurs
- 1977-1978 :  Raymond Hild

## Bilan par saison
| Saison    | Championnat        | Classement |
| --------- | ------------------ | ---------- |
| 1967-1968 | DH                 | 5/12       |
| 1968-1969 | DH                 | 12/12      |
| 1973-1974 | DH                 | 5/14       |
| 1974-1975 | DH                 | 1/14       |
| 1975-1976 | Division 3 Gr. Est | 4/16       |
| 1976-1977 | Division 3 Gr. Est | 1/16       |
| 1977-1978 | Division 2 Gr. A   | 17/18      |
| 1978-1979 | Division 3 Gr. Est | 4/16       |
| 1979-1980 | Division 3 Gr. Est | 12/16      |
| 1980-1981 | Division 3 Gr. Est | 13/16      |
| 1981-1982 | Division 3 Gr. Est | 15/16      |
| 1982-1983 | Division 4 Gr. C   | 6/14       |
| 1983-1984 | Division 4 Gr. C   | 4/14       |
| 1984-1985 | Division 4 Gr. C   | 10/14      |
| 1985-1986 | Division 4 Gr. C   | 13/14      |
| 1986-1987 | DH                 | 14/14      |

## Source
- 100 ans de football à Haguenau, Strasbourg, Carréblanc, 2000, p. 92-111.